# (30348) Marizzabailey
(30348) Marizzabailey est un astéroïde de la ceinture principale d'astéroïdes.

## Description
(30348) Marizzabailey est un astéroïde de la ceinture principale d'astéroïdes. Il fut découvert le 7 mai 2000 à Socorro (Nouveau-Mexique) par le projet LINEAR. Il présente une orbite caractérisée par un demi-grand axe de 2,86 UA, une excentricité de 0,09 et une inclinaison de 0,9° par rapport à l'écliptique.

## Compléments